# تپه صلیب‌ها

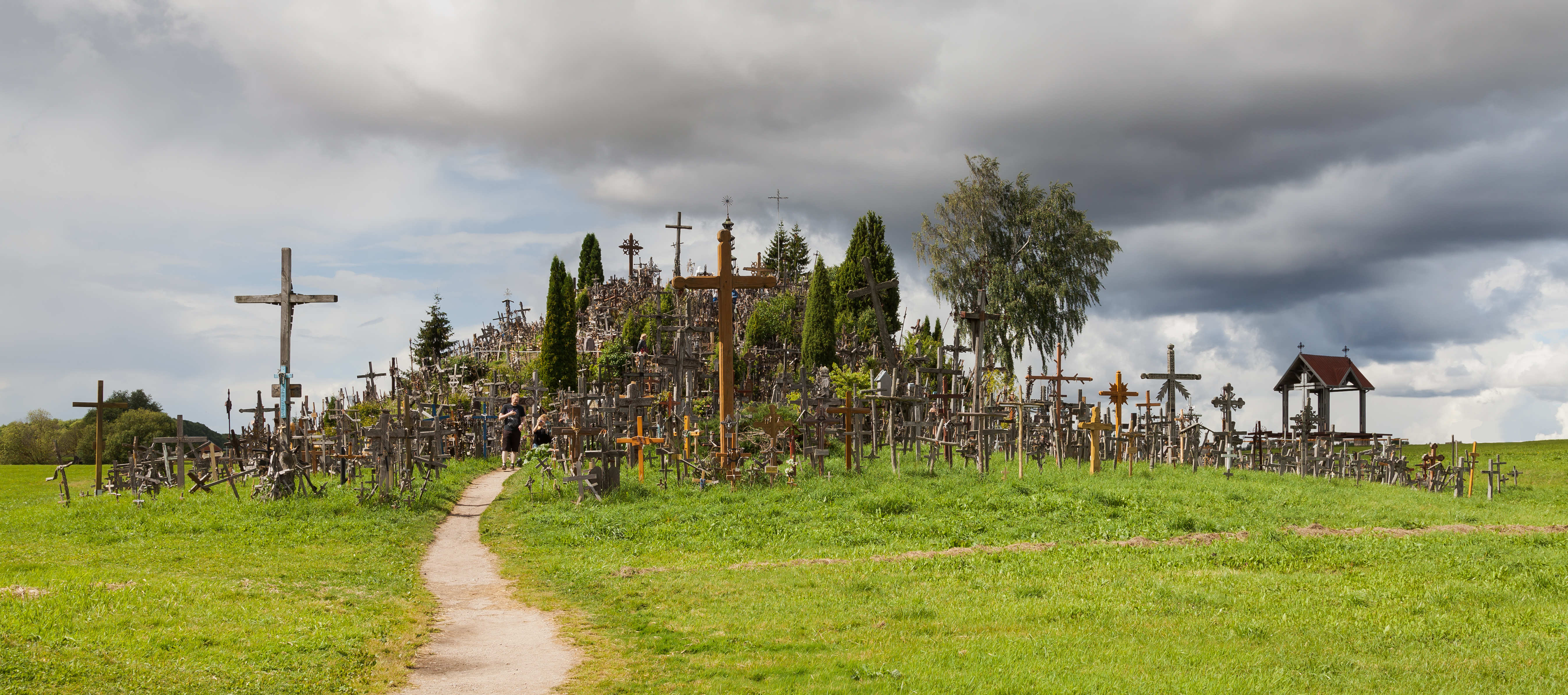
نمای کلی از تپه صلیب‌ها

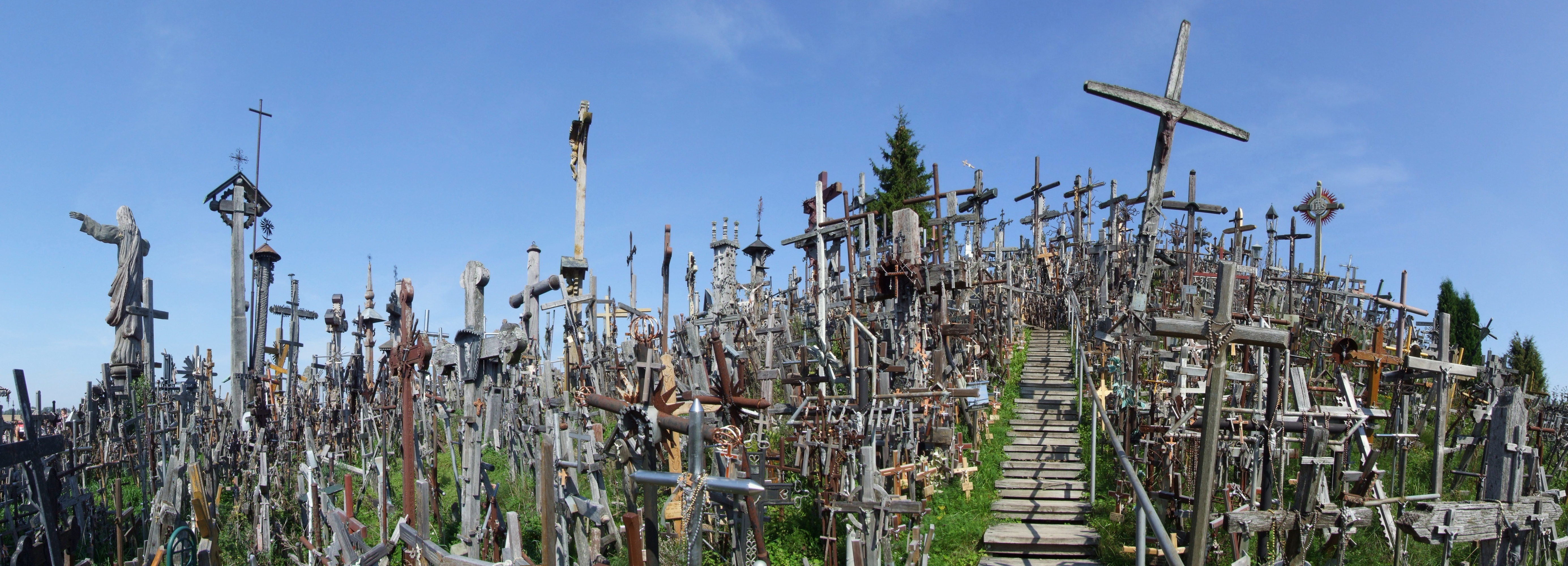
نمای نزدیک از تپه صلیب‌ها

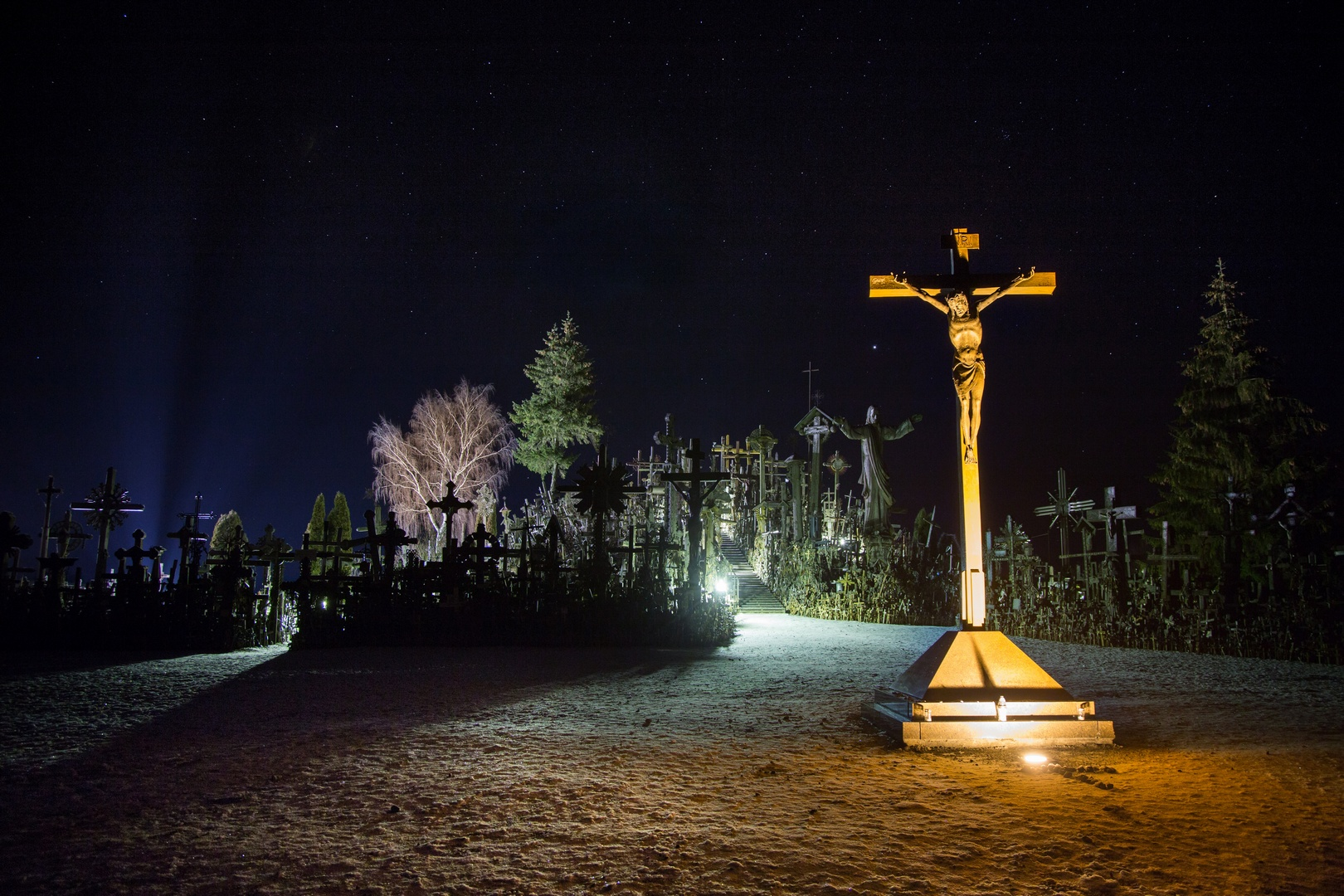
تپه صلیب‌ها در شب

تپه صلیب‌ها (به انگلیسی: Hill of Crosses؛ بهلیتوانیایی:  Kryžių kalnas راهنما·اطلاعات) زیارتگاهی است در حدود ۱۲ کیلومتری شمال شهر شولی، در شمال لیتوانی. شمار دقیق صلیب‌های کار گذاشته شده بر روی این تپه ناشناخته است، اما تعداد آن‌ها در سال ۱۹۹۰ میلادی ۵۵ هزار و در سال ۲۰۰۶ میلادی صد هزار صلیب برآورد شده بود.

## تاریخچه
| تعداد صلیب‌ها | تعداد صلیب‌ها  |
| ------------ | ------------- |
| ۱۸۰۰         | بیش از ۳۰۰۰   |
| ۱۹۰۰         | ۱۳۰           |
| ۱۹۰۲         | ۱۵۵           |
| ۱۹۲۲         | ۵۰            |
| ۱۹۳۸         | بیش از ۴۰۰    |
| ۱۹۶۱         | نابودی ۵۰۰۰   |
| ۱۹۷۵         | نابودی ۱۲۰۰   |
| ۱۹۹۰         | ۵۵۰۰۰         |
| ۲۰۰۶         | بیش از ۱۰۰۰۰۰ |